# 워너 홈 비디오
워너 홈 비디오(Warner Home Video)는 홈 비디오 회사로, 모기업은 워너미디어이다. 1978년, WCI 홈 비디오(WCI Home Video)라는 이름으로 설립되었다. 1980년 이름이 현재로 바뀌었다.